# Maison Fournaise

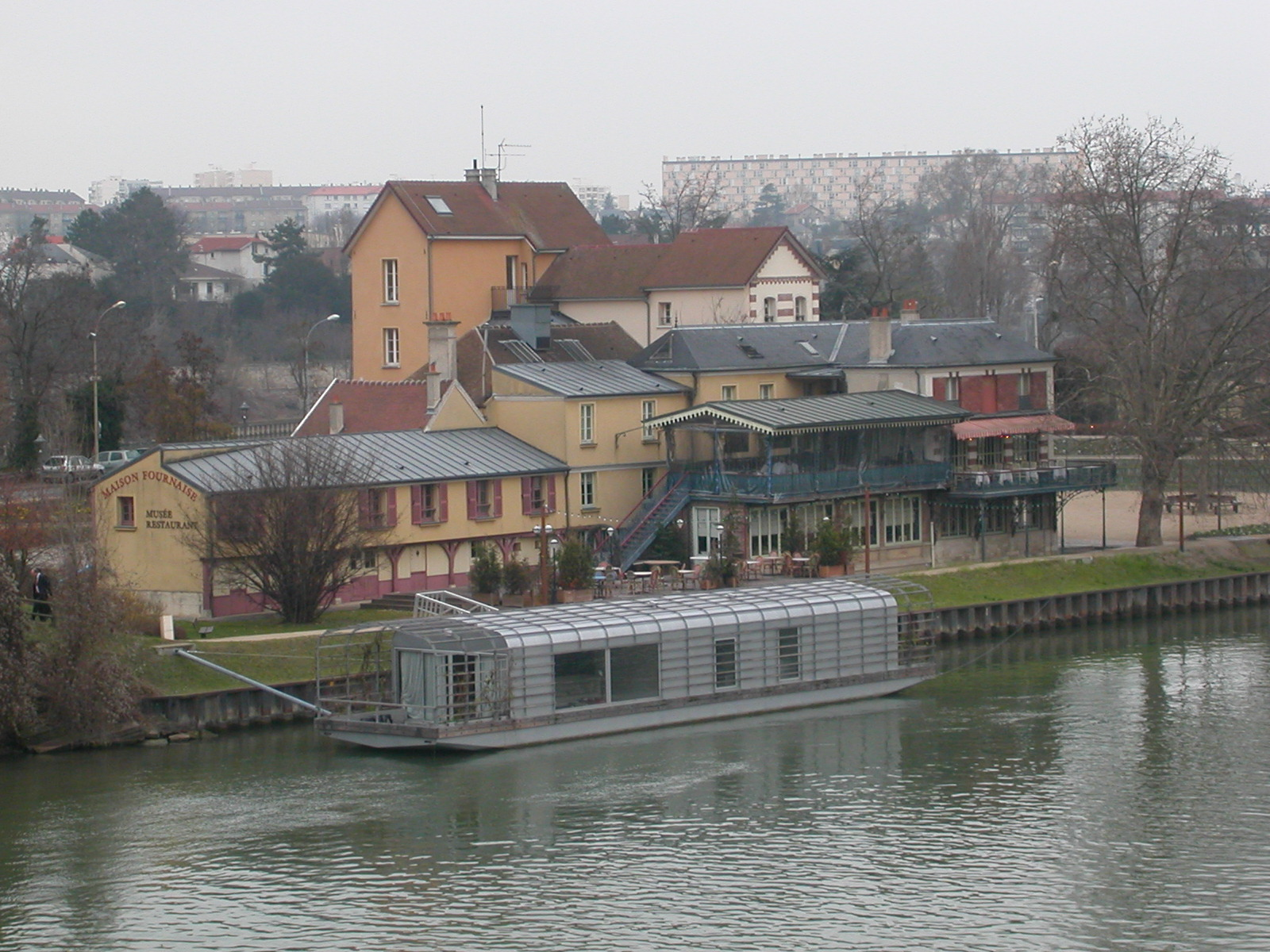
Restaurangen Maison Fournaise vid Seine

Maison Fournaise är en fransk restaurang och ett museum på Île des Impressionnistes i Seine i kommunen Chatou, väster om Paris. 
År 1857 köpte båtbyggaren Alphonse Fournaise (1823–1905), som tillhörde en familj i trakten som drev pråmrörelse, ett 1844 uppfört hus i Chatou för att driva båtuthyrning inom den då nya turistbranschen. Det hade öppnats en järnväg till Chatou 1837, och bland annat detta hade ökat intresset att ro båtar på Seine mellan Argenteuil och Bougival. En restaurangrörelse öppnades i huset 1860.
Alphonse Fournaise (död 1937) byggde efter hand till huset, och 1877 byggdes en stor balkong till med en terrass under den. Madame Fournaise skötte en 1860 öppnad restaurangrörelse, och Alphonse Fournaise skötte båtuthyrningen, organiserade båtfestivaler och fick smeknamnet "Amiralen av Chatou". Sonen Alphonse (1848–1910) och dottern Alphonsine (1846–1937) deltog också i driften av familjeföretaget.
Maison Fournaise blev en populär samlingsplats för målare, författare och teaterfolk.
Restaurangen uppskattades av Pierre-Auguste Renoir, som vistades där och gjorde flera målningar med motiv därifrån mellan 1868 and 1884, till exempel Le Déjeuner au bord de la rivière, Le Déjeuner des canotiers och Les Deux Sœurs. Han målade också flera porträtt av medlemmar av familjen Fournaise. Andra besökande målare var Claude Monet, Alfred Sisley, Berthe Morisot, James McNeill Whistler, Gustave Caillebotte, Edgar Degas och Ferdinand Heilbuth. 
Guy de Maupassant tyckte om båtlivet i Chatou och bodde ofta på Maison Fournaise mellan 1873 och 1890. 
Alphonsine Fournaise stängde restaurangen 1906. Alphonse Fournaise den yngre drev båtuthyrningen till sin död 1910.
Efter Alphonsine Fournaises död 1937 övertogs huset av släktingar. Det såldes 1953 och delades upp i smålägenheter för uthyrning, men slets efter hand ned. Kommunen köpte huset 1979 och restaurerade det 1984–1990. Restaurangen öppnade igen 1990, och ett kommunalt ägt lokalhistoriskt museum öppnade 1992.

## Bildgalleri

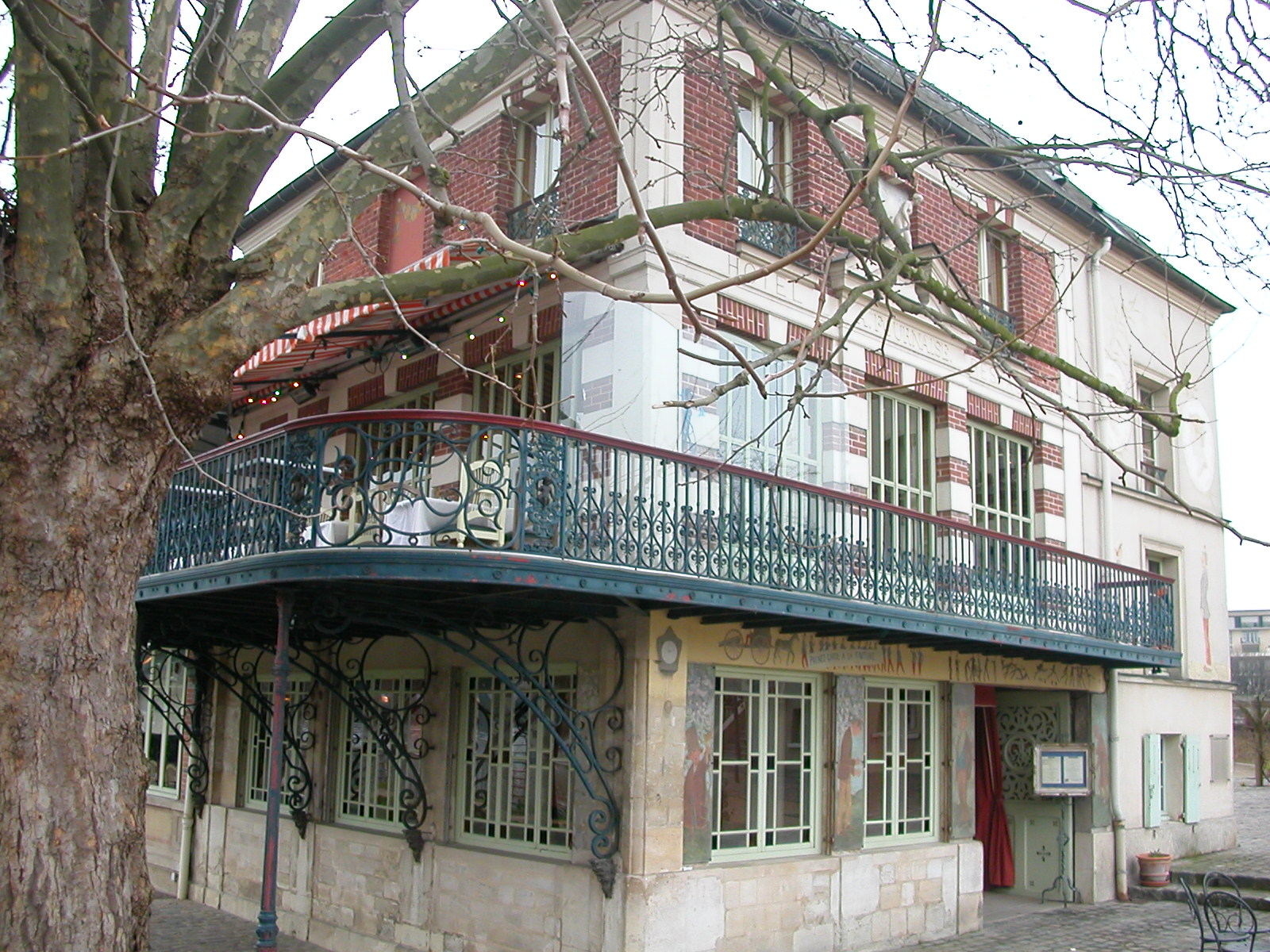
Maison Fournaise
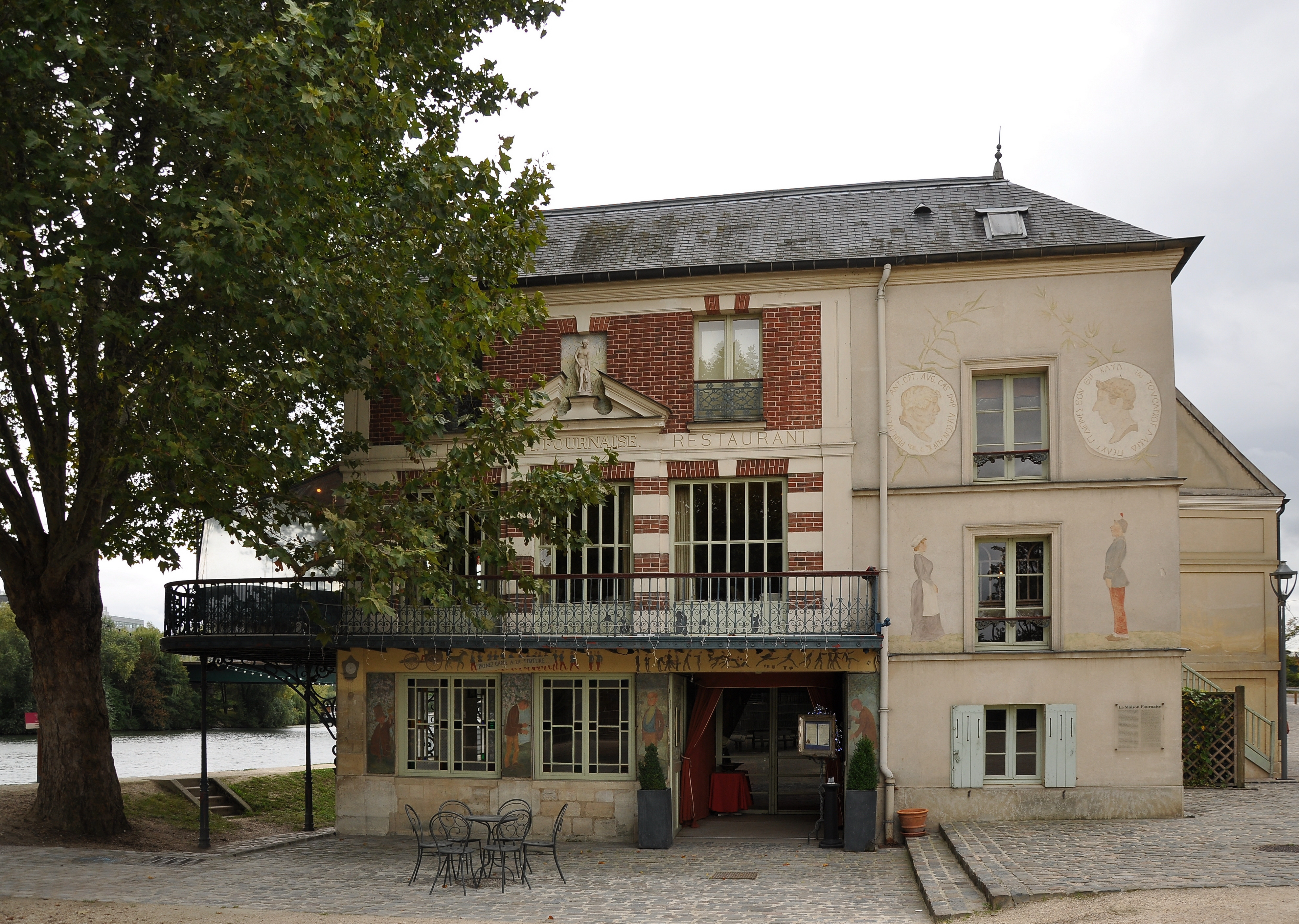
Entré till restaurangen
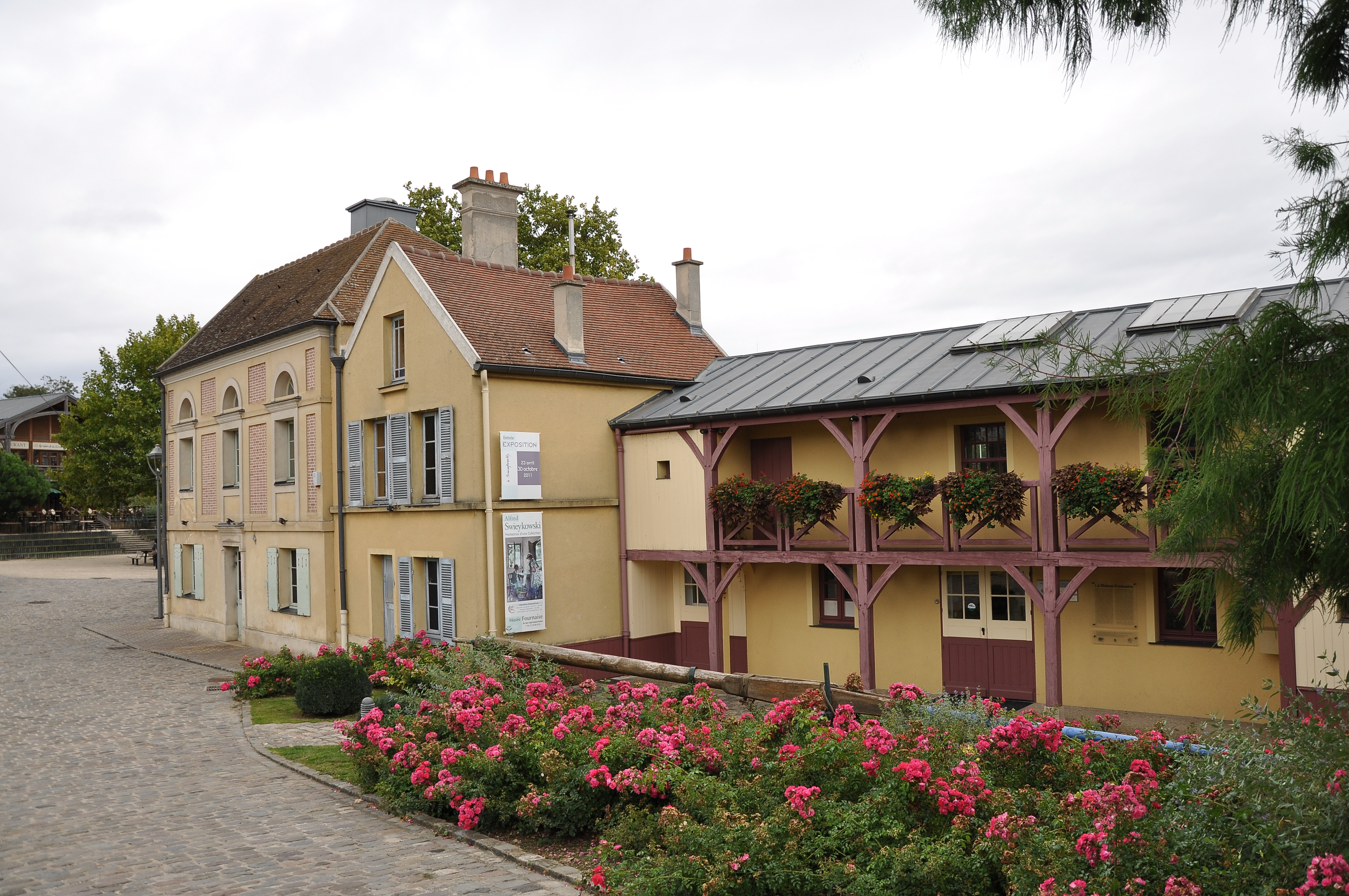
Musée de la Maison Fournaise
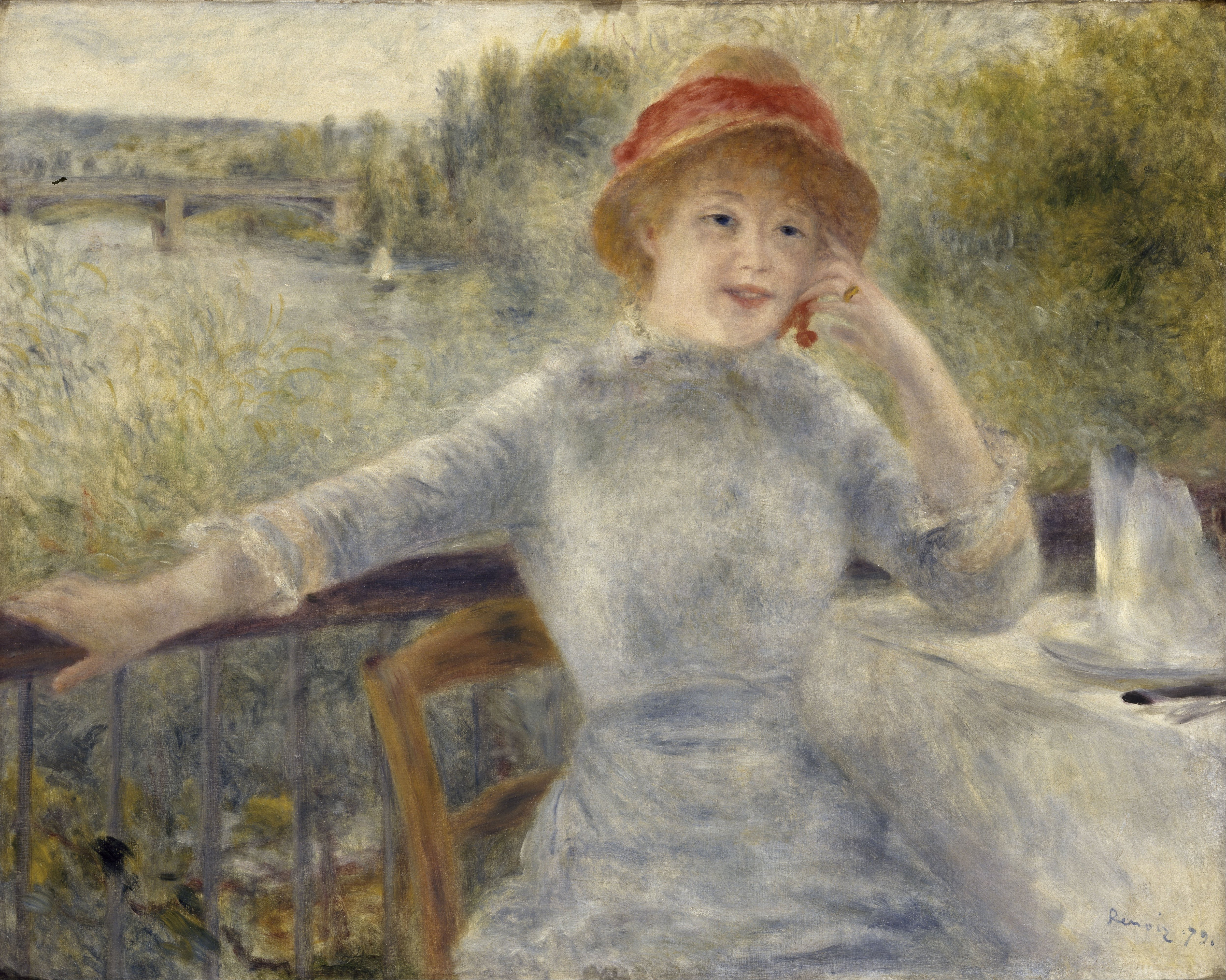
Alphonsine Fournaise, 1875
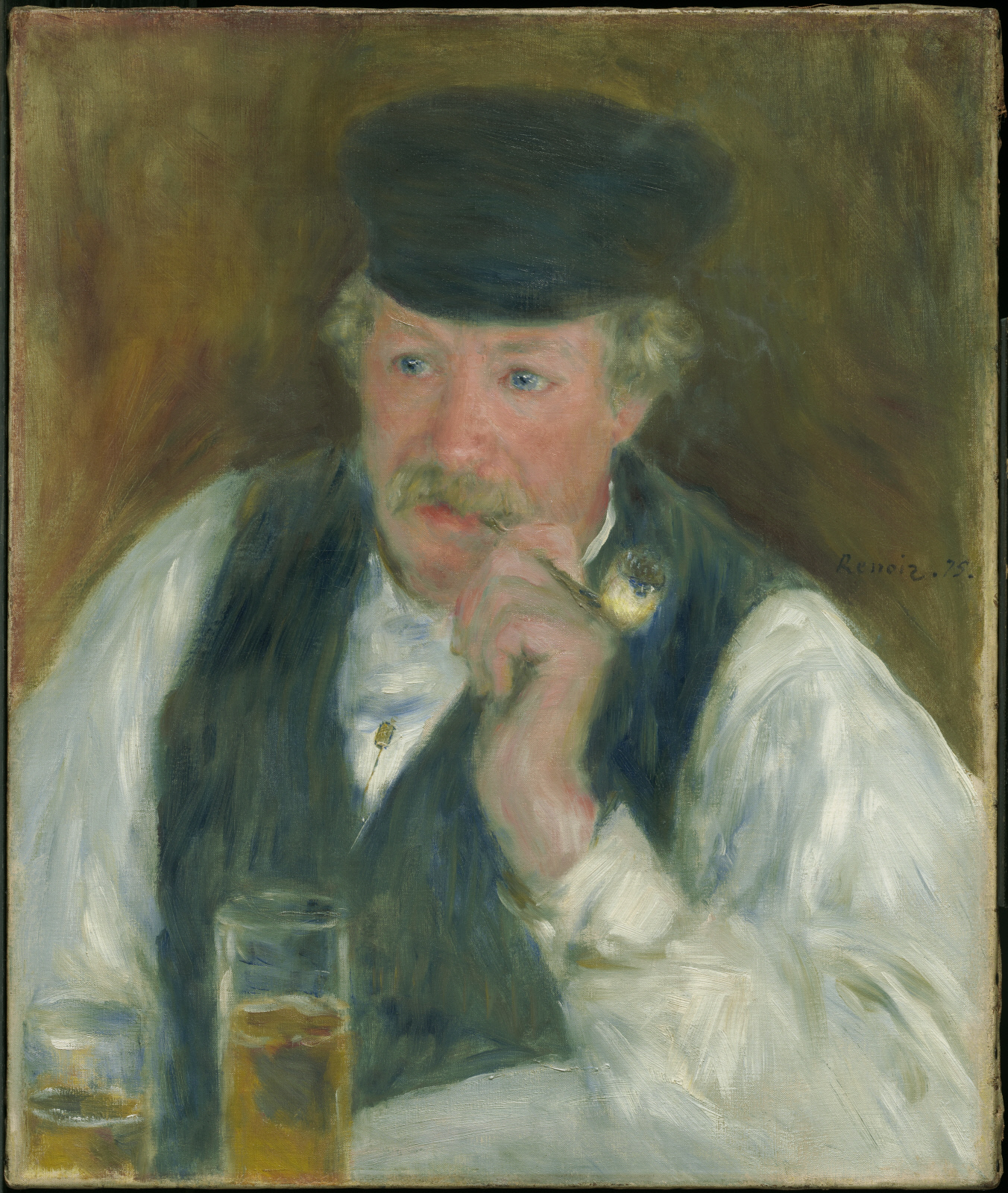
Le père Fournaise, 1875
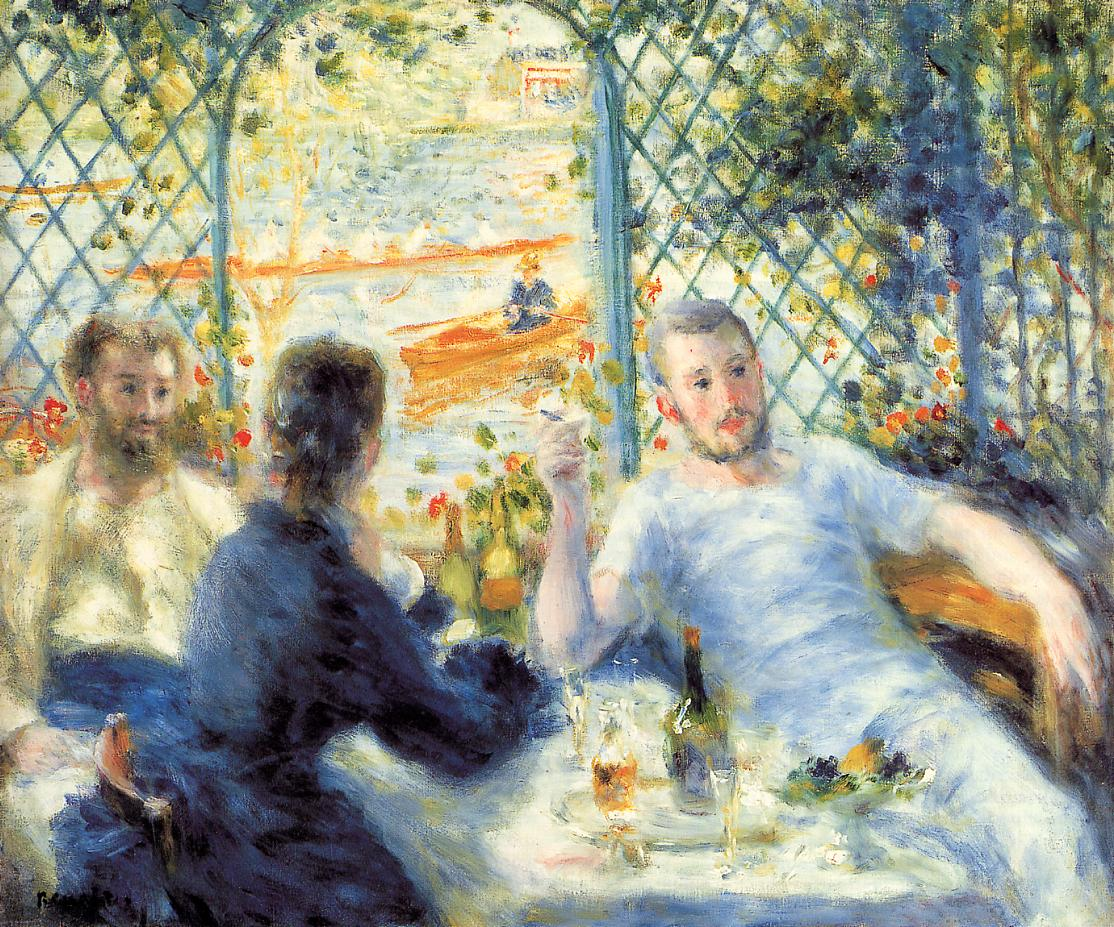
Déjeuner au bord de la rivière, 1875
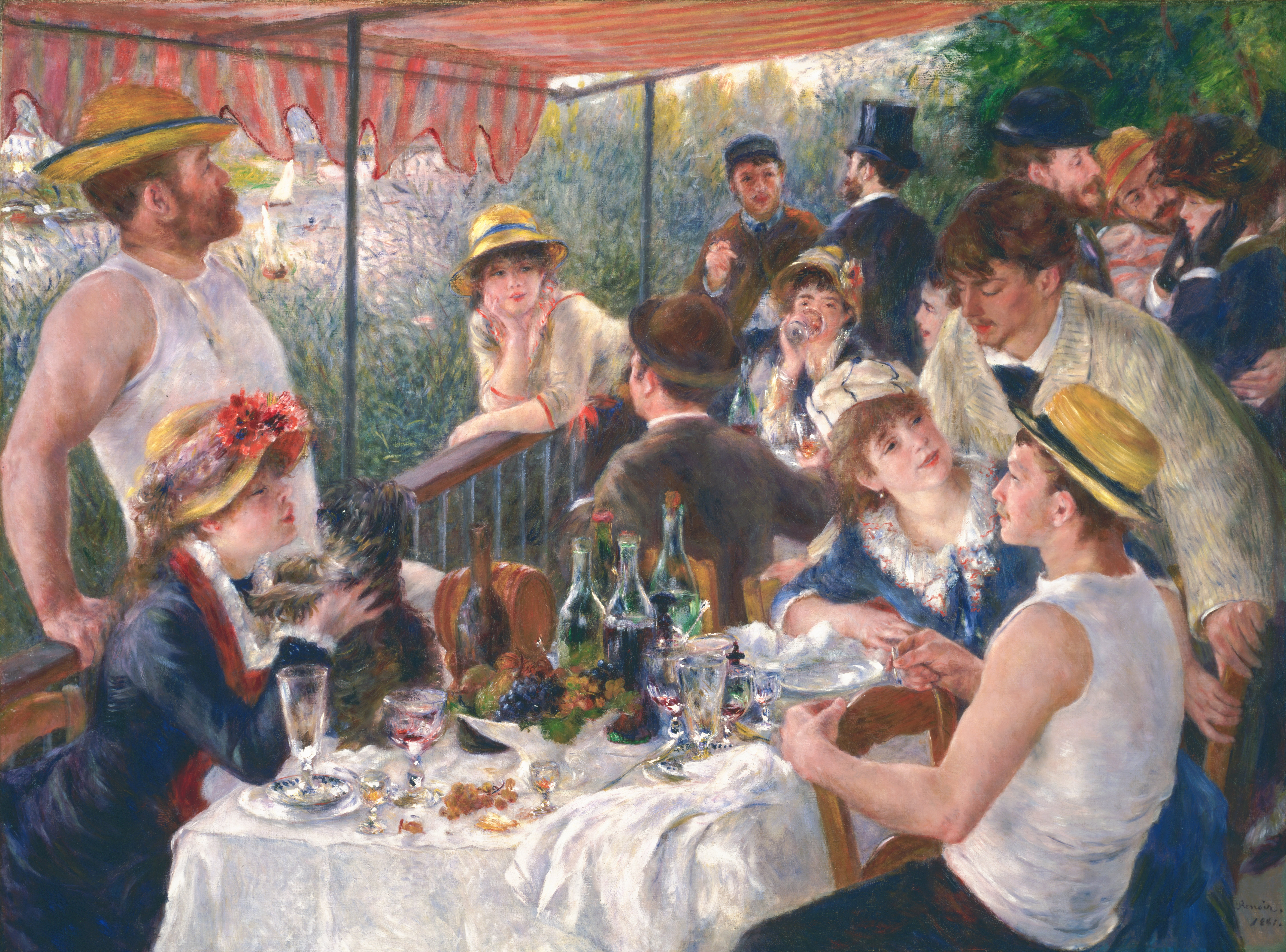
Le Déjeuner des canotiers, 1881